# Playa de San Pedro de Antromero
La playa de San Pedro de Antromero, en la localidad de Antromero, parroquia de Bocines, concejo de Gozón, comunidad autónoma del Principado de Asturias, España, es una playa de la costa central que no presenta protección medioambiental de ningún tipo.

## Descripción
La playa presenta forma de concha y un gran valor geológico.
Pueden verse en los acantilados de la playa estratos del cretácico (en la zona oeste), con muchos fósiles de gasterópodos y ostreidos (parecidos a ostras); y del carbonífero, que se sitúan en la zona occidental de la playa y que presenta orbitolinas. Una curiosidad geológica que tiene esta playa es que es una gran plataforma de abrasión en flysch. Entre los afloramientos rocosos y piedras diversas se pueden ver fósiles de bioturbaciones. En la parte central-oriental de los acantilados se ven estratos del carbonífero, la mayoría con restos vegetales.
En cuanto a servicios dispone de señalización de peligro y de equipo de auxilio y salvamento, este último solo en época estival. También hay duchas, papeleras y servicio de limpieza, aunque carece de cualquier otro equipamiento.